# Fritz Sauckel
Ernst Friedrich Christoph „Fritz“ Sauckel (27. října 1894, Haßfurt, Německo – 16. října 1946, Norimberk) byl německý nacista, který organizoval systematické nasazování obyvatel z obsazeného území Třetí říší (tzv. Totální nasazení).
Sauckel se narodil v Haßfurtu roku 1894. Jeho otec byl listonoš a matka švadlena. Poté, co jeho matka onemocněla, musel zanechat školy. V patnácti letech nastoupil k obchodnímu námořnictvu. Nejdříve na švédském škuneru, později na norských a německých lodích. Při vypuknutí první světové války se plavil do Austrálie. Poté, co byla loď zajata, byl využit jako asistent ve Francii v srpnu 1914 až listopad 1918.
Po válce se navrátil do Německa. V roce 1923 vstoupil do NSDAP. V roce 1924 si za ženu bere Elisabeth Wetzel, se kterou měl deset dětí. V roce 1927 se stal župním vedoucím v Durynsku. Od roku 1929 předsedou poslaneckého klubu NSDAP. V květnu 1933 získal post říšského místodržitele.
Teprve 21. března 1942 byl, na doporučení Alberta Speera, jmenován generálním zmocněncem pro distribuci pracovních sil. Zde měl na starosti dostávat do Německa tolik pracovní síly, kolik bylo potřeba na pokrytí poptávky. Za jeho vedení bylo do Německa deportováno cca 5 milionů dělníků. Traduje se, že jeho praktiky byly maximálně násilné.
V Norimberském procesu byl odsouzen k trestu smrti oběšením, který byl vykonán 16. října 1946. Poslední slova která pronesl před smrtí zní: „Ich sterbe unschuldig, mein Urteil ist ungerecht. Gott beschütze Deutschland!“ (česky: „Umírám nevinný, můj rozsudek je nespravedlivý. Bůh ochraňuj Německo!“).